# Vasile Bolea

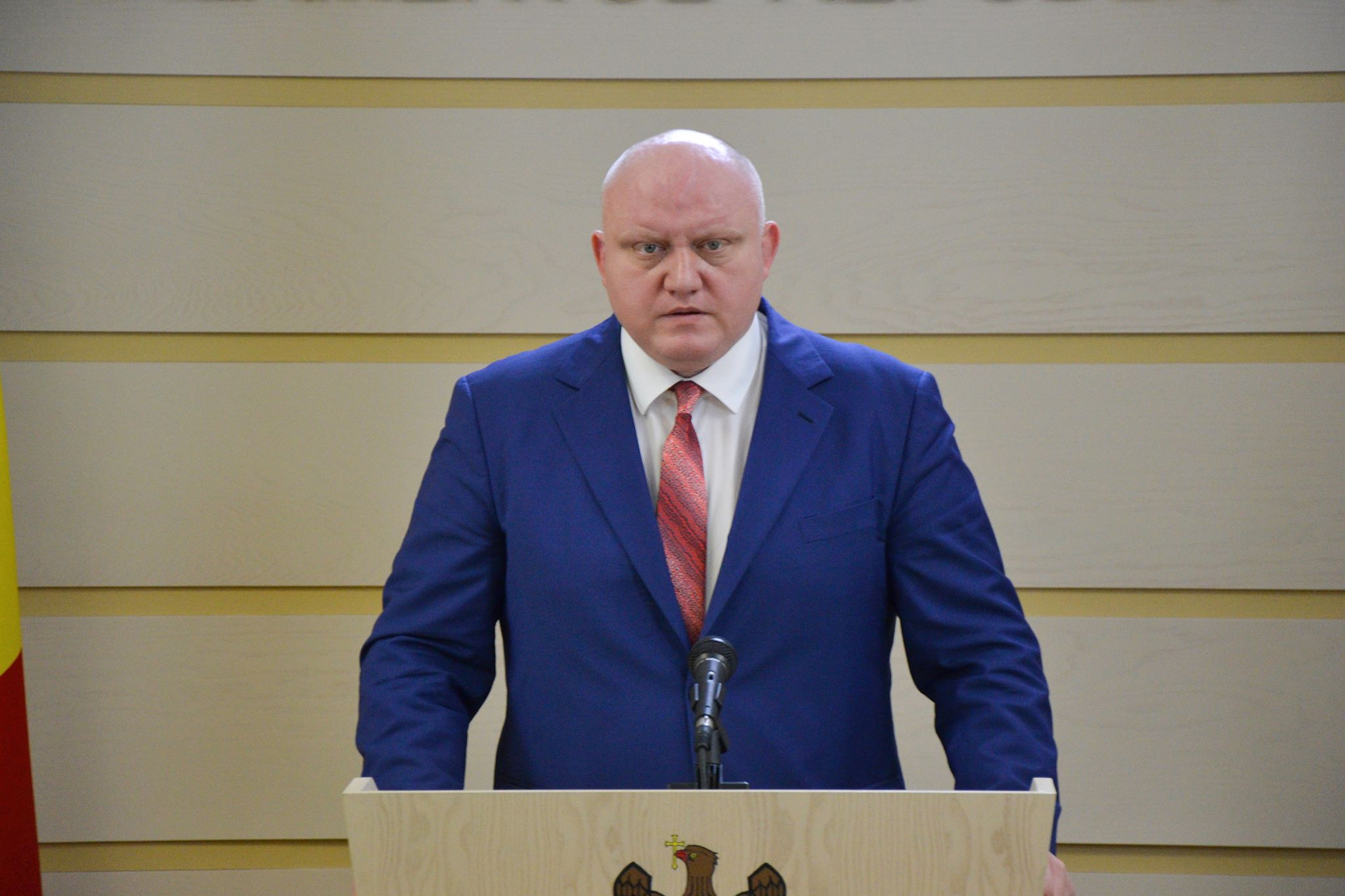
Vasile Bolea (10. März 2020)

Vasile Andrei Bolea (* 27. Oktober 1982 in Chișinău) ist ein Politiker der Partei der Sozialisten der Republik Moldau (PSRM) und später der Partidul Renaștere in der Republik Moldau, der seit 2014 Mitglied des Parlaments ist.

## Leben
Vasile Andrei Bolea begann nach dem Schulbesuch ein Studium der Rechtswissenschaften mit Schwerpunkt Wirtschaftsrecht an der Akademie „Ștefan cel Mare“ des Innenministeriums (Ministerul Afacerilor Interne), welches er 2004 beendete. Ein darauf folgendes dortiges postgraduales Studium der Rechtswissenschaften mit Schwerpunkt Unternehmensrecht schloss er 2004 mit einem Master ab und arbeitete daraufhin im Januar 2006 kurzzeitig als Jurist in dem moldauisch-deutschen Gemeinschaftsunternehmen „T.Schmidt Landbau“ sowie im Anschluss von 2006 bis 2009 als Rechtsberater aufgrund von Verträgen über die Erbringung von Rechtsdienstleistungen. Hauptberuflich war er zwischen 2006 und 2009 professioneller Spieler in der Moldauischen Rugby-Union-Nationalmannschaft im Siebener-Rugby, die 2007 die Bronzemedaille bei der European Sevens Championship gewann. Danach arbeitete er zwischen dem 26. Juni 2009 und dem 26. Juni 2010 als Rechtsanwaltsanwärter in der Anwaltskanzlei BIA „Barrister Service“ sowie vom 1. Dezember 2010 bis zum 11. April 2012 als Rechtsberater des Krankenhauses IMSP Spitalul Clinic Municipal Nr. 4. Er war außerdem zwischen dem 6. Oktober 2011 und Februar 2014 juristischer Chefberater der staatlichen Nachrichten- und Presseagentur (Instituția Publică Agenția Informațională de Stat) MOLDPRES und ist ferner seit dem 5. September 2011 Leiter der Rechtsabteilung der Wohltätigkeitsstiftung „SOLUȚIA“
Im Januar 2010 wurde Bolea Mitglied der Partei der Kommunisten der Republik Moldau PCRM (Partidul Comuniștilor din Republica Moldova) bei, trat aber bereits im November 2011 aus dieser aus und wurde Mitglied der Partei der Sozialisten der Republik Moldau PSRM (Partidul Socialiștilor din Republica Moldova). Er wurde bei der Parlamentswahl am 30. November 2014 auf dem 14. Platz der PSRM-Liste erstmals zum Mitglied des Parlaments (Parlamentul Republicii Moldova) gewählt. Bei der darauf folgenden Parlamentswahl am 24. Februar 2019 wurde er im Wahlkreis Nr. 24 Chișinău wieder zum Mitglied des Parlaments gewählt. Er wurde bei der Parlamentswahl am 11. Juli 2021 auf Platz 21 der PSRM-Liste innerhalb des Wahlbündnisses der Kommunisten und Sozialisten BCS (Blocul electoral al Comuniștilor și Socialiștilor) wieder zum Mitglied des Parlaments gewählt. Auf Antrag des PSRM-Exekutivkomitees wurde er aus der BCS-Fraktion und der Sozialistischen Partei ausgeschlossen und trat unmittelbar darauf der am 15. September 2012 von Vadim Mișin gegründeten Partidul Renaștere (Partei der Wiedergeburt) bei. Im Parlament ist er derzeit Mitglied der Kommission zur Kontrolle der öffentlichen Finanzen (Comisia de control al finanțelor publice). Darüber hinaus engagiert er sich in der Freundschaftsgruppe mit Bosnien und Herzegowina, der Freundschaftsgruppe mit der Russischen Föderation, der Freundschaftsgruppe mit Georgien, der Freundschaftsgruppe mit Japan sowie der Freundschaftsgruppe mit dem Königreich Dänemark.
Aus seiner Ehe mit Rodica Bodian gingen die beiden Söhne Andrei und Alexandru hervor.